# Paolina di Sassonia-Weimar-Eisenach
Paolina di Sassonia-Weimar-Eisenach (tedesco: Pauline Marie Ida Henriette Olga Katherine; Stoccarda, 25 luglio 1852 – Orte, 17 maggio 1904) era la moglie di Carlo Augusto, erede al trono di Sassonia-Weimar-Eisenach.

## Biografia
Era una figlia del principe Ermanno di Sassonia-Weimar-Eisenach e della principessa Augusta di Württemberg.

## Matrimonio
Il 26 agosto 1873 a Friedrichshafen, Paolina sposò Carlo Augusto, l'erede al trono di Sassonia-Weimar-Eisenach, suo cugino di secondo grado.
La coppia ebbe due figli:
- Guglielmo Ernesto Carlo Alessandro Federico Enrico Bernardo Alberto Giorgio Ermanno, graduca di Sassonia-Weimar-Eisenach (Weimar, 10 giugno 1876 - Heinrichau, 24 aprile 1923).
- Bernardo Carlo Alessandro Ermanno Enrico Guglielmo Federico Oscar Francesco Pietro (Weimar, 18 aprile 1878 - Weimar, 1º ottobre 1900).

## Ultimi anni e morte
Carlo Augusto morì il 22 novembre 1894 di infiammazione ai polmoni, all'età di 50 anni. Non riuscì mai a essere granduchessa di Sassonia-Weimar-Eisenach e di conseguenza, Paolina è stata sempre conosciuta come granduchessa ereditaria, e dopo la sua morte, duchessa madre dell'erede. Il loro figlio maggiore Guglielmo Ernesto succedette come granduca.
Nei suoi ultimi anni, Paolina spese molto tempo in Italia, ed era un'assidua frequentatrice della corte italiana.
Il 17 maggio 1904, Paolina morì improvvisamente di malattia al cuore, mentre era su un treno in viaggio da Roma a Firenze. Il suo corpo fu portato a Firenze.

## Ascendenza
|                                      |                           |                                         | Genitori                                             |  |  | Nonni |  |  | Bisnonni                                  |  |  | Trisnonni                                      |  |
|                                      |                           |                                         |                                                      |  |  |       |  |  | Carlo Augusto di Sassonia-Weimar-Eisenach |  |  | Ernesto Augusto II di Sassonia-Weimar-Eisenach |  |
|                                      |                           |                                         |                                                      |  |  |       |  |  | Carlo Augusto di Sassonia-Weimar-Eisenach |  |  | Ernesto Augusto II di Sassonia-Weimar-Eisenach |  |
|                                      |                           | Anna Amalia di Brunswick-Wolfenbüttel   |                                                      |  |  |       |  |  | Carlo Augusto di Sassonia-Weimar-Eisenach |  |  |                                                |  |
| Bernardo di Sassonia-Weimar-Eisenach |                           |                                         |                                                      |  |  |       |  |  | Carlo Augusto di Sassonia-Weimar-Eisenach |  |  |                                                |  |
|                                      |                           | Luisa Augusta d'Assia-Darmstadt         | Luigi IX d'Assia-Darmstadt                           |  |  |       |  |  |                                           |  |  |                                                |  |
|                                      |                           | Luisa Augusta d'Assia-Darmstadt         | Luigi IX d'Assia-Darmstadt                           |  |  |       |  |  |                                           |  |  |                                                |  |
|                                      |                           | Luisa Augusta d'Assia-Darmstadt         | Carolina del Palatinato-Zweibrücken-Birkenfeld       |  |  |       |  |  |                                           |  |  |                                                |  |
| Ermanno di Sassonia-Weimar-Eisenach  |                           | Luisa Augusta d'Assia-Darmstadt         |                                                      |  |  |       |  |  |                                           |  |  |                                                |  |
|                                      |                           | Giorgio I di Sassonia-Meiningen         | Antonio Ulrico di Sassonia-Meiningen                 |  |  |       |  |  |                                           |  |  |                                                |  |
|                                      |                           | Giorgio I di Sassonia-Meiningen         | Antonio Ulrico di Sassonia-Meiningen                 |  |  |       |  |  |                                           |  |  |                                                |  |
|                                      |                           | Giorgio I di Sassonia-Meiningen         | Carlotta Amalia d'Assia-Philippsthal                 |  |  |       |  |  |                                           |  |  |                                                |  |
| Ida di Sassonia-Meiningen            |                           | Giorgio I di Sassonia-Meiningen         |                                                      |  |  |       |  |  |                                           |  |  |                                                |  |
|                                      |                           | Luisa Eleonora di Hohenlohe-Langenburg  | Cristiano Alberto di Hohenlohe-Langenburg            |  |  |       |  |  |                                           |  |  |                                                |  |
|                                      |                           | Luisa Eleonora di Hohenlohe-Langenburg  | Cristiano Alberto di Hohenlohe-Langenburg            |  |  |       |  |  |                                           |  |  |                                                |  |
|                                      |                           | Luisa Eleonora di Hohenlohe-Langenburg  | Carolina di Stolberg-Gedern                          |  |  |       |  |  |                                           |  |  |                                                |  |
| Paolina di Sassonia-Weimar-Eisenach  |                           | Luisa Eleonora di Hohenlohe-Langenburg  |                                                      |  |  |       |  |  |                                           |  |  |                                                |  |
|                                      | Federico I di Württemberg | Federico II Eugenio di Württemberg      |                                                      |  |  |       |  |  |                                           |  |  |                                                |  |
|                                      | Federico I di Württemberg | Federico II Eugenio di Württemberg      |                                                      |  |  |       |  |  |                                           |  |  |                                                |  |
|                                      | Federico I di Württemberg | Federica Dorotea di Brandeburgo-Schwedt |                                                      |  |  |       |  |  |                                           |  |  |                                                |  |
| Guglielmo I di Württemberg           | Federico I di Württemberg |                                         |                                                      |  |  |       |  |  |                                           |  |  |                                                |  |
|                                      |                           | Augusta di Brunswick-Wolfenbüttel       | Carlo Guglielmo Ferdinando di Brunswick-Wolfenbüttel |  |  |       |  |  |                                           |  |  |                                                |  |
|                                      |                           | Augusta di Brunswick-Wolfenbüttel       | Carlo Guglielmo Ferdinando di Brunswick-Wolfenbüttel |  |  |       |  |  |                                           |  |  |                                                |  |
|                                      |                           | Augusta di Brunswick-Wolfenbüttel       | Augusta di Hannover                                  |  |  |       |  |  |                                           |  |  |                                                |  |
| Augusta di Württemberg               |                           | Augusta di Brunswick-Wolfenbüttel       |                                                      |  |  |       |  |  |                                           |  |  |                                                |  |
|                                      |                           | Ludovico di Württemberg                 | Federico II Eugenio di Württemberg                   |  |  |       |  |  |                                           |  |  |                                                |  |
|                                      |                           | Ludovico di Württemberg                 | Federico II Eugenio di Württemberg                   |  |  |       |  |  |                                           |  |  |                                                |  |
|                                      |                           | Ludovico di Württemberg                 | Federica Dorotea di Brandeburgo-Schwedt              |  |  |       |  |  |                                           |  |  |                                                |  |
| Paolina di Württemberg               |                           | Ludovico di Württemberg                 |                                                      |  |  |       |  |  |                                           |  |  |                                                |  |
|                                      |                           | Enrichetta di Nassau-Weilburg           | Carlo Cristiano di Nassau-Weilburg                   |  |  |       |  |  |                                           |  |  |                                                |  |
|                                      |                           | Enrichetta di Nassau-Weilburg           | Carlo Cristiano di Nassau-Weilburg                   |  |  |       |  |  |                                           |  |  |                                                |  |
|                                      |                           | Enrichetta di Nassau-Weilburg           | Carolina d'Orange-Nassau                             |  |  |       |  |  |                                           |  |  |                                                |  |
|                                      |                           | Enrichetta di Nassau-Weilburg           |                                                      |  |  |       |  |  |                                           |  |  |                                                |  |